# Липниця (Загреб)
Липниця (хорв. Lipnica) — населений пункт у Хорватії, у складі громади Загреба.

## Населення
Населення за даними перепису 2011 року становило 207 осіб.
Динаміка чисельності населення поселення:

## Клімат
Середня річна температура становить 10,43 °C, середня максимальна – 24,38 °C, а середня мінімальна – -5,77 °C. Середня річна кількість опадів – 935 мм.
| Клімат поселення                              | Клімат поселення | Клімат поселення | Клімат поселення | Клімат поселення | Клімат поселення | Клімат поселення | Клімат поселення | Клімат поселення | Клімат поселення | Клімат поселення | Клімат поселення | Клімат поселення | Клімат поселення |
| Показник                                      | Січ.             | Лют.             | Бер.             | Квіт.            | Трав.            | Черв.            | Лип.             | Серп.            | Вер.             | Жовт.            | Лист.            | Груд.            |                  |
| Середній максимум, °C                         | 6,32             | 8,00             | 12,35            | 16,64            | 21,28            | 24,38            | 23,39            | 22,84            | 19,10            | 14,10            | 8,26             | 4,46             |                  |
| Середня температура, °C                       | 0,28             | 1,96             | 6,32             | 10,61            | 15,24            | 18,36            | 20,08            | 19,57            | 15,80            | 10,80            | 4,96             | 1,17             |                  |
| Середній мінімум, °C                          | −5,77            | −4,08            | 0,28             | 4,57             | 9,20             | 12,33            | 16,79            | 16,25            | 12,51            | 7,50             | 1,66             | −2,13            |                  |
| Норма опадів, мм                              | 54               | 52               | 62               | 70               | 80               | 96               | 87               | 92               | 91               | 90               | 92               | 69               |                  |
| Середньомісячна швидкість вітру, м/с          | 1.70             | 1.87             | 2.30             | 2.17             | 2.00             | 1.80             | 1.80             | 1.61             | 1.60             | 1.66             | 1.74             | 1.72             |                  |
| Середньомісячна сонячна радіація, кДж/м²·день | 4204             | 6918             | 10515            | 15004            | 19080            | 21000            | 22045            | 19167            | 14079            | 8806             | 4621             | 3408             |                  |
| --------------------------------------------- | ---------------- | ---------------- | ---------------- | ---------------- | ---------------- | ---------------- | ---------------- | ---------------- | ---------------- | ---------------- | ---------------- | ---------------- | ---------------- |
| Джерело:                                      |                  |                  |                  |                  |                  |                  |                  |                  |                  |                  |                  |                  |                  |